# Henrik Gabriel Porthan
Henrik Gabriel Porthan (8. listopadu 1739, Viitasaari – 16. března 1804, Turku) byl profesor a knihovník Královské akademie v Turku a významná postava finského osvícenství v 18. století, někdy přezdívaný Otec finského dějepisectví.
Byl studentem Daniela Juslenia, učitelem Franse Michaela Franzéna a inspiroval následující generaci finských autorů, básníků a badatelů, z nichž většina patřila mezi zakladatele Společnosti pro finskou literaturu v roce 1831. Během pobytu Josefa Dobrovského v Turku byl Porthan Dobrovskému průvodcem.
Psal pojednání o finské historii, mytologie, poezii a jiných oblastech humanitních věd. V letech 1776–1778 vydal v pěti dílech studii o finském folklóru a poezii, De Poësi Fennica, která měla velký význam pro probuzení zájmu veřejnosti o finský folklor a sloužila jako základ pro pozdější folkloristická studia a sběry. Byl také jedním ze zakladatelů společnosti Aurora a redaktorem prvních finských novin, Tidningar ugifne af et sällskap i Åbo, založených v roce 1771. Na jeho myšlenky navázala skupina vzdělanců působících na akademii v Turku, kteří byli syti racionálních osvícenských myšlenek a hledali nové intelektuální podněty, které našli v romantismu. Přestavitelé této skupiny otevřeli otázku hledání národní finské identity spojenou se zaměřením na vývoj finštiny jako národního jazyka, který pomůže národu k samostatnosti.